# صفعات البرهان على صفحات العدوان (كتاب)
صفعات البرهان على صفحات العدوان كتاب من تأليف محمد زاهد الكوثري ينتقد فيه ما كتبه محب الدين الخطيب في مجلة الزهراء الجزء السادس، المجلد الخامس، بشأن رأيه ببعض مسائل الشريعة وبعض العلماء. تصدى فيه الكوثري لمحب الدين الخطيب الذي علق على أجزاء من كتاب «العواصم من القواصم» لابن العربي المالكي.